# Renato Molling
Renato Delmar Molling (Dois Irmãos, 1 de outubro de 1960) é um político brasileiro filiado ao Progressistas (PP).

## Carreira política
Molling foi prefeito de Sapiranga de 1997 a 2005.[carece de fontes?]
Foi eleito deputado federal em 2014, para a 55.ª legislatura (2015-2019), pelo PP. Como deputado federal, votou a favor do Processo de impeachment de Dilma Rousseff. Em abril de 2017 foi favorável à Reforma Trabalhista. Em agosto de 2017 votou contra o processo em que se pedia abertura de investigação do presidente Michel Temer, ajudando a arquivar a denúncia do Ministério Público Federal.
Sua esposa, Corinha Molling (PP), foi eleita prefeita de Sapiranga nas Eleições Municipais de 2012, e reeleita em 2016. No pleito de 2024, Corinha (filiada ao União Brasil) foi candidata a vice-prefeita na chapa de Adriano Oliveira (PSD). Foi derrotada pela então prefeita, Carina Nath, do PP.